# Onthophagus parvidens
Onthophagus parvidens är en skalbaggsart som beskrevs av Frey 1971. Onthophagus parvidens ingår i släktet Onthophagus och familjen bladhorningar. Inga underarter finns listade i Catalogue of Life.